# Чулькани
Чулькани (исп. Chullkani) — вулкан в департаменте Оруро в Боливии, в Центральноандийском нагорье, высота составляет 5032 м.

## Название
Название вулкана Чулькани, вероятно, происходит от искажённого «чулюнкани» (Chullunkhäni), что на местном языке аймара означает «тот, что с сосульками».

## География
Чулькани расположен в кантоне Турко одноимённого муниципалитета (департамент Оруро, провинция Сахама). Находится рядом с двумя другими более низкими вершинами, обе носящими название Уайна-Чулюнкани («молодой, или малый, Чулюнкани»).

## Геология
Вулканическая деятельность Чулькани началась в верхнем миоцене с формирования купола Чанка-Мук. Купол лавы образован порфировым андезитом размерами 100 на 500 м, высота купола 4 110 м. Позже к юго-востоку от Чулькани сформировался риолитовый купол лавы Япу-Кулю (4 148 м). Кристаллические потоки, называемые Тувас-Калани, имеют толщину до 50 м и содержат каменные фрагменты и пемзу. Собственно вершина Чулькани образовался 6,13 ± 0,12 млн лет назад из андезитов. Другая группа из пяти пиков, простирающихся к северо-востоку, — лавовые купола Хитири, Пича-Кулю, Лаляуи, Хача-Кучу и Уила-Латарата. Купол дацитовой лавы Лийюн-Икинья образовался 6,2 ± 0,4 млн лет назад.
В плиоцене боковые извержения сформировали трахитовую формацию Перес, которая выходит к северу от Чулькани. В ущелье Уанку-Хакхи эти отложения выходят на поверхность на 50-55 м. Андезитовые лавы, извергнутые 2,3 ± 0,2 млн лет назад, образовали соседнюю вершину Уичху-Кулю. Другие извержения сформировали купол Карбон-Кулю и купол Пукара, обрушение последнего привело к пирокластическому потоку Тувас-Вентилья.